# تامی استون
تامی استون (انگلیسی: Tommy Aston؛ زادهٔ ۱۸۷۶) بازیکن فوتبال است.
از باشگاه‌هایی که در آن بازی کرده‌است می‌توان به باشگاه فوتبال پورت ویل اشاره کرد.